# Dioscore thalassias
Dioscore thalassias là một loài bướm đêm trong họ Geometridae.